# タイ旅行業協会
タイ旅行業協会 (タイ語:สมาคมไทยธุรกิจการท่องเที่ยว、英語:Association of Thai Travel Agents、英略称:ATTA) はタイ王国民間旅行会社の全国規模業界団体。1968年に設立。

## 概要
タイ旅行業協会は、協会会員、顧客、観光産業の利益を増進するためにタイ観光産業の奨励、支援を行うことを目的としている非営利団体。1968年に10名の会員で創設し、2006年には、1,336名に増加している。
タイに訪れる観光客の出入国者数について独自の統計データ、推定を発表している。また、政府とも関係が深く、タイ観光産業における主要な利益集団として政府に進言を行ったり、様々なタイ観光関連事業を政府、タイ国政府観光庁などと協力したりすることがある。
英語では語順が異なるだけの旅行業組織TTAA（สมาคมไทยบริการท่องเที่ยว、Thai Travel Agents Association）があり、日本語では同名のタイ旅行業協会として翻訳されることがあるが、異なる組織である。便宜上、TTAAはタイ旅行代理店協会とする。

## 本部所在地
バンコク バーンラック区 スリヤウォン地区 スラウォン通り ウォールストリート・タワービル10階 33/42-43
（33/42-43 อาคารวอลล์สตรีททาวเวอร์ 
ออฟฟิศคอนโดมิเนียม ชั้น 10 ถนนสุรวงศ์ 
แขวงสุริยวงศ์ เขตบางรัก กรุงเทพมหานคร 10500 ）

## 本部組織
タイ旅行業協会は大きく二つの組織に分かれる。まず理事会組織があり、会長、4名の副会長、名誉事務局長、名誉会計に加えて、その他に広報部、登記コーディネーター、委員会役員など13名の役員で構成される。理事会は協会の政策決定、教会活動の監督を行う。理事会員は2年間任期。さらに事務局組織があり、95名にスタッフで運営され、製作、計画の実施を行う。
事務局の部署は以下の通り。
- 総務部
- 海外交渉部
- マーケティング部
- 旅行目的地奨励部
- サービス開発部
- 訓練開発部
- 環境部
- 広報部
- 観光技術部
- 観光ビジネス部
- 顧客相談センター・クレジット管理部

## 事業目的
- 旅行業の奨励と支援
- 旅行業に関する情報の調査と分析、知識の交流
- 会員間の共同利益の醸成と保護、必要であれば紛争仲裁
- タイ王国の観光価値向上のためのタイ国政府観光庁や政府への支援と協力
- 旅行の推奨、広報普及
- 旅行業の品質と規範を向上させるための規則基準の普及
- 旅行業の公正な競争の奨励
- 非旅行業企業、協会、個人との共同利益の醸成と国家経済における観光産業の地位の向上
- 会員企業の提供商品の改善と支援
- 以上の目的を損すると思われる政治活動の禁止